# ロストフ・アカデミー交響楽団
ロストフ・アカデミー交響楽団(Ростовский академический симфонический оркестр)は、ロシアのロストフ・ナ・ドヌを本拠とするオーケストラ。

## 歴史
1935年にブルーノ・ベルマンにより「ロストフ交響楽団」(Ростовский симфонический оркестр)として創立される。1984年に全ソ連オーケストラ・コンクールで優勝。1990年にはチャイコフスキー国際コンクールにコンテスタントの伴奏として参加。1994年にロシア当局よりアカデミー(академического)の称号を贈られたことで、「ロストフ・アカデミー交響楽団」に改名された。
団員は109人からなり、その団員の中には二人のロシア人民芸術家と４人のロシア名誉芸術家を含む。
2011年には、地元の吹奏楽団の指揮者を務めていたヴァディム・ヴィリノフが芸術監督として転任した。

## 歴代の首席指揮者
| - Бруно Берман (1935—1937) - Николай Аносов (1937—1938) - Марк Паверман (1938—1941) - Леонид Кац (1952—?) - Семён Коган - Равиль Мартынов (1992—2004) | - Пётр Грибанов (2006—2007) - Юрий Ткаченко (2007—2011) - Вадим Вилинов (2011—2012) - Александр Поляничко (2012-2015) - Урюпин, Валентин Тихонович (2015—2021) - Шабуров, Антон Александрович (2021— ) |